# Veitongo Football Club
Il Veitongo Football Club è una squadra calcistica tongana con sede nella città di Nukuʻalofa che attualmente gioca nella Tonga Major League, la massima serie del campionato tongano di calcio.
È la seconda squadra più titolata della nazione, avendo vinto per 8 volte il titolo nazionale.

## Storia
La squadra ha ottenuto la sua prima qualificazione per la OFC Champions League nel 2017, ma in quell'anno non è andata oltre il turno preliminare, perdendo tutte e tre le partite del girone. Ha successivamente preso parte altre volte alla competizione, ma senza mai riuscire a superare il turno preliminare.

## Palmarès
- Tonga Major League: 8

1971,1978, 2015, 2016, 2017, 2019, 2021, 2022
- Tonga Challenge Cup: 1  (record)

2020

## Calciatori
Nel Veitongo dal 2017 al 2019 ha giocato Unaloto Feao, il capocannoniere della Nazionale di calcio delle Tonga. Proprio nel Veitongo Unaloto Feao si è ritirato.